# Chironomus tentans
Chironomus tentans är en tvåvingeart som beskrevs av Fabricius 1805. Chironomus tentans ingår i släktet Chironomus och familjen fjädermyggor. Arten är reproducerande i Sverige. Inga underarter finns listade i Catalogue of Life.